# Panicum decolorans
Panicum decolorans är en gräsart som beskrevs av Carl Sigismund Kunth. Panicum decolorans ingår i släktet vipphirser, och familjen gräs. Inga underarter finns listade i Catalogue of Life.